# 타이 포트 풋살 클럽
타이 포트 풋살 클럽은 타이의 풋살 선수단이다.

## 우승 기록
- 타이 풋살 리그
  - 우승 (1): 2007
  - 준우승 (2): 2010, 2012-13